# Syndroom van Ehlers-Danlos
Het syndroom van Ehlers-Danlos (EDS) of fibrodysplasia elastica generalisata congenita, is een erfelijke aandoening, waarbij de bindweefsels ongewoon rekbaar en meegevend zijn. Er zijn ten minste dertien typen te onderscheiden, die verschillen in ernst en vorm van overerving. Er bestaan klachten van allerlei weefsels en organen, waarin bindweefsel, zoals de huid en de gewrichten, een belangrijke rol speelt. Pijn en vermoeidheid zijn veel gehoorde klachten. EDS is een zogenaamde multisysteemziekte. Dit betekent dat de klachten zich niet alleen in het bindweefsel van gewrichten laten zien. In het hele lichaam bevindt zich bindweefsel dat door het EDS gedeeltelijk minder goed is opgebouwd. Hierdoor kan een patiënt ook andere aandoeningen krijgen naast EDS, zoals vegetatieve stoornis (dysautonomie), spijsverteringsstoornissen, blaasproblemen, ademhalingsproblemen of oogklachten.
EDS is een chronische aandoening met een progressief beloop: de meeste klachten (huidafwijkingen, gewrichtsslijtage) nemen geleidelijk in ernst toe. Alle vormen zijn of autosomaal dominant of autosomaal recessief. Binnen een familie is altijd sprake van één type aandoening, hoewel er ook sprake kan zijn van een spontane mutatie. Het syndroom is vernoemd naar de dermatologen Edvard Laurits Ehlers (1863-1937) en Henri-Alexandre Danlos (1844-1912).

## Typen en voorkomen
Er zijn verschillende typen EDS te onderscheiden, die allemaal hun eigen overheersende symptomen hebben. Per 15 maart 2017 is er een nieuwe indeling van de Ehlers-Danlos syndromen beschikbaar gekomen, waarbij 13 types gedefinieerd zijn. EDS is relatief zeldzaam als alle vormen samen worden genomen: 1:5.000 tot 1:1.000.000. De zeldzaamheid verschilt sterk per type.
| Type                                                               | Oude naam     | Erfelijkheid                     | Voorkomen (prevalentie)  | Omschrijving |
| ------------------------------------------------------------------ | ------------- | -------------------------------- | ------------------------ | --- |
| Klassieke type (Engels: Classical EDS (cEDS))                      | EDS type I    | Autosomaal dominant              | 1:20.000                 | Het klassieke type EDS wordt gekenmerkt door een ongewone rekbaarheid van de huid met wijde, diep gelegen littekens en hypermobiliteit van de gewrichten. De huid ziet er zacht en fluweelachtig uit. Als gevolg van deze rekbaarheid kan het huidweefsel breekbaar zijn en ontstaan er gemakkelijk kneuzingen. Ook kan er gemakkelijk littekenweefsel ontstaan op plaatsen waarop regelmatig druk wordt uitgeoefend, zoals de knieën en ellebogen. |
| Klassiek-gelijkende EDS (Engels: Classical-like EDS (clEDS))       | EDS type II   | Autosomaal recessief             | onbekend (zeer zeldzaam) | Bij het Klassiek-gelijkende type is er sprake van hyperelasticiteit en fluweelachtige structuur van de huid. In tegenstelling tot cEDS is er afwezigheid van sigarettenpapier littekens. Er is sprake van hypermobiliteit van de gewrichten en Kwetsbare huid of spontane blauwe plekken. |
| Hypermobiliteitstype (Engels: Hypermobile EDS (hEDS))              | EDS type III  | Autosomaal dominant              | 1:5.000                  | Hypermobilteit in zowel grote als kleinere gewrichten is kenmerkend voor dit type EDS. Een aantal gewrichten, zoals de schouders, de knieschijven en het kaakgewricht, ontwrichten erg gemakkelijk. |
| Cardiovalvulaire EDS (Engels: Cardiac-valvular EDS (cvEDS))        | onbekend      | Autosomaal recessief             | < 1:1.000.000            | Dit type gaat gepaard met ernstige progressieve (erger wordende) problemen met de hartkleppen. Alsook huid symptomen zoals hyperelasticiteit , sigarettenpapier littekens, kwetsbare en dunne huid. En hypermobiliteit gegeneraliseerd of alleen de kleine gewrichten. |
| Vasculair type (Engels: Vascular EDS (vEDS))                       | EDS type IV   | Autosomaal dominant              | 1:10.000                 | Bij dit type is de huid meestal erg doorschijnend en dun, waardoor de aders duidelijk zichtbaar kunnen zijn. Ook het onderhuids weefsel is maar in een beperkte mate aanwezig. Mensen met dit type EDS hebben ook erg zwakke bloedvaten en ingewanden, waardoor deze gemakkelijk kunnen scheuren. Bij dit type blijft de hypermobiliteit meestal beperkt tot de vingers.                                                                            |
| Kyfoscoliosetype (Engels: Kyphoscoliotic EDS (kEDS))               | EDS type VI   | Autosomaal recessief             | 1:100.000                | Verslappingen van de gewrichten en een sterk verlaagde spierspanning zijn de meest opvallende symptomen van dit type. Mensen met dit type EDS hebben meestal last van kyfoscoliose. Bij dit type kunnen de ogen een stevigere structuur hebben, wat kan leiden tot scheuringen in de ogen. Ook is de kans op vasculaire problemen vergroot door zwakkere vaten.                                                                                     |
| Artrochalasietype (Engels: Arthrochalasia EDS (aEDS))              | EDS type VIIB | Autosomaal dominant              | < 1:1.000.000            | Dit type EDS wordt gekenmerkt door losse gewrichten en verschuivingen van de beide heupen. Daarnaast komt bij dit type ook scoliose en een verminderde botstructuur voor. |
| Dermatosparaxistype (Engels: Dermatosparaxis EDS (dEDS))           | EDS type VIIC | Autosomaal recessief             | < 1:1.000.000            | Bij dit type EDS is een erg zachte huid die wat pafferig aandoet het meest overheersende symptoom. De huid bij deze mensen is ook enorm kwetsbaar. Daarnaast hebben mensen met dit type EDS vaak last van navel- en liesbreuken. |
| Brittle Cornea syndroom (Engels: Brittle Cornea Syndrome (BCS))    | onbekend      | Autosomaal recessief             | < 1:1.000.000            | Symptomen van BCS zijn dun hoornvlies, blauw gekleurd oogwit, progressieve keratoconus (kegelvormig hoornvlies) die op relatief jonge leeftijd ontstaat en progressieve keratoglobus (bolvormig uitstulpend hoornvlies) die op relatief jonge leeftijd ontstaat. |
| Spondylodysplastische EDS (Engels: Spondylodysplastic EDS (spEDS)) | onbekend      | Autosomaal recessief             | < 1:1.000.000            | Dit type kenmerkt zich door een kleine lengte (afwijking wordt groter tijdens kindertijd) en spierhypotonie (variërend van ernstig aangeboren verminderde spierspanning tot later ontstane mild verminderde spierspanning). Alsook buiging in de botten van armen en/of benen. |
| Musculocontracturale EDS (Engels: Musculocontractural EDS (mcEDS)) | onbekend      | Autosomaal recessief             | < 1:1.000.000            | Bij mcEDS zijn er typische kenmerken in het gezicht en van de schedel zichtbaar bij geboorte of in vroege kindertijd. Daarnaast zijn er meerdere aangeboren contracturen (dwangstand van gewricht of lichaamsdeel). |
| Myopathische EDS (Engels: Myopathic EDS (mEDS))                    | onbekend      | Autosomaal recessief of dominant | onbekend (zeer zeldzaam) | Er is sprake van aangeboren spierhypotonie (verminderde spierspanning) of spieratrofie(spierafname) die met de leeftijd verbetert. Ook contracturen (dwangstand) van de proximale (dicht bij het centrum van het lichaam gelegen) gewrichten (knie, heup elleboog) en hypermobiliteit van de distale (verder van het centrum van het lichaam liggende) gewrichten zijn kenmerkend.                                                                  |
| Parodontale EDS (Engels: Periodontal EDS (pEDS))                   | onbekend      | Autosomaal dominant              | onbekend                 | Dit type treft onder andere de tanden. Zo kan er sprake zijn van ernstige, slechte te behandelen parodontitis (ernstige tandvleesontsteking) op relatief jonge leeftijd (kindertijd of adolescentie). Daarnaast is pretibiale plaques: vaatvernauwing aan voorkant van de onderbenen ook een kenmerk ('tibia' betekent 'scheenbeen'). |

## Symptomen
Per type zijn er verschillen in de overheersende symptomen. Die symptomen staan ook vermeld bij de typen van EDS.
- Symptomen aan de huid: De huid van mensen met EDS is vaak hyperelastisch en daardoor erg kwetsbaar, de huid scheurt ook zeer gemakkelijk. De wondgenezing gaat dikwijls erg moeizaam; veelal ontstaat er een abnormale littekenvervorming en hebben mensen met EDS opvallende, frequent optredende ernstige bloeduitstortingen bij de minimaalste trauma's. Bij het vasculaire type is de huid doorschijnend, met een zichtbare vaattekening, en ontstaan er al op jonge leeftijd spataderen. Heel soms is er sprake van acrogerie.
- Symptomen aan de gewrichten: De gewrichten van mensen met EDS zijn vaak erg instabiel en schieten gemakkelijk gedeeltelijk of geheel uit de kom. Deze instabiliteit gaat dikwijls gepaard met pijn, ontstekingen en slijtage aan de gewrichten en ledematen.
- Symptomen van de inwendige organen: Zoals aneurysma en spontane ruptuur (inscheuring van weefsel), of een afwijking aan de hartkleppen.
- Symptomen van het gezicht: Bij het vasculaire type zijn er specifieke kenmerken van het gezicht. Bij het dermatosparaxis zijn er vaak dikke, hangende oogleden en een huid die doet denken aan cutis laxa.
- Dysautonomie (vegetatieve stoornis): Mensen met EDS hebben dikwijls last van een verstoord evenwichtsgevoel door gebrekkige positiezin of proprioceptie, met als gevolg dat ze makkelijker vallen, zich vaker stoten en dingen omgooien.
- Marfanoïde lichaamsbouw: disproportioneel lange armen en/of benen, lange slanke vingers (arachnodactylie), een verzonken borstbeen (pectus excavatum) of naar voren geduwd borstbeen (pectus carinatum)[8].

## Oorzaken
Verschillende afwijkingen in genen die coderen voor bindweefseleiwitten. Van sommige is de exacte locatie en de aard van het defect al bekend.

## Behandeling
Het syndroom van Ehlers-Danlos is een chronische ziekte. Vanwege de hypermobiliteit van de gewrichten en de veel voorkomende evenwichtsstoornis zijn bij mensen met EDS vaak ondersteunende hulpmiddelen zoals een rolstoel en ortheses noodzakelijk, om te voorkomen dat gewrichten verschuiven of uit de kom schieten en daardoor de klachten verergeren. Voor vele types geldt dat er gescreend moet worden op slagaderverwijdingen.

## Prognose
De prognose hangt af van het type en de ernst van de symptomen.  Patiënten met EDS hebben over het algemeen (met uitzondering van de subtypes waarbij sprake is van broze wanden van bloedvaten en/of organen) een normale levensverwachting. Het vasculaire type is de meest gevaarlijke vorm, waarbij de levensverwachting ook sterk verminderd is ten gevolge van aneurysma en slagaderruptuur. Het cardiovasculaire type kan leiden tot ernstige schade aan de hartkleppen. Bij het dermatosparaxis zijn rupturen van de blaas of slagaders beschreven in de literatuur.
Voor vrijwel alle types met hypermobiliteit en huidklachten geldt dat er sprake kan zijn van progressieve gewrichtspijn en soms ontwrichtingen. De huidafwijkingen, zoals striemen en afwijkende littekens, kunnen leiden tot schaamte en depressie. Soms zijn er meer gegeneraliseerde symptomen en is er een verhoogd risico op het krijgen van bijvoorbeeld een netvliesloslating of een scoliose.

## Foto's

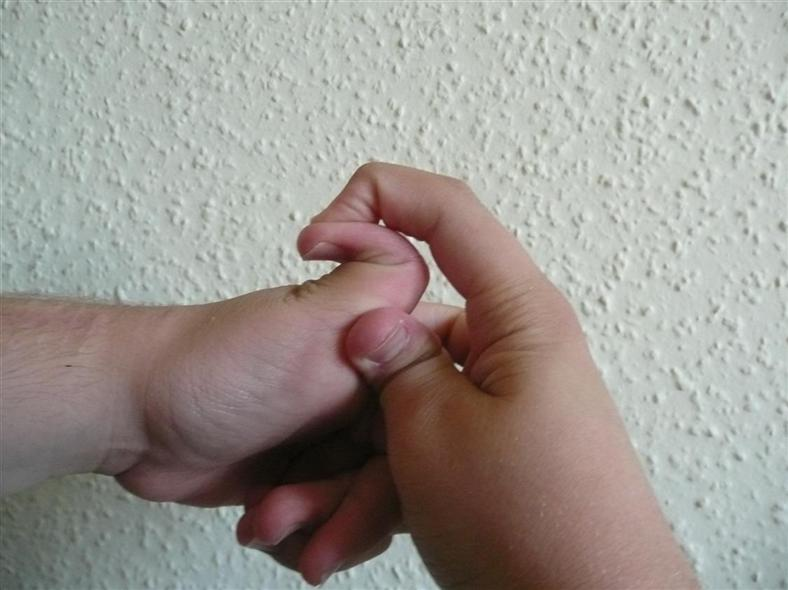
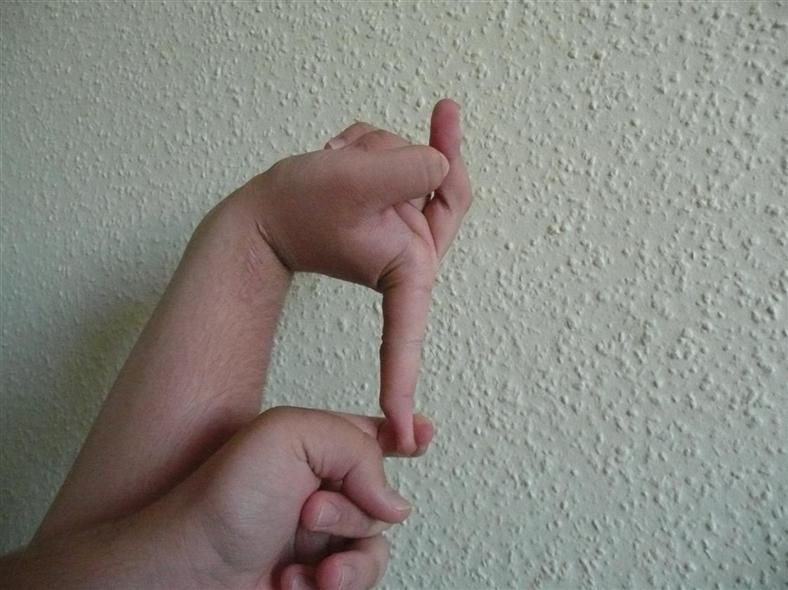
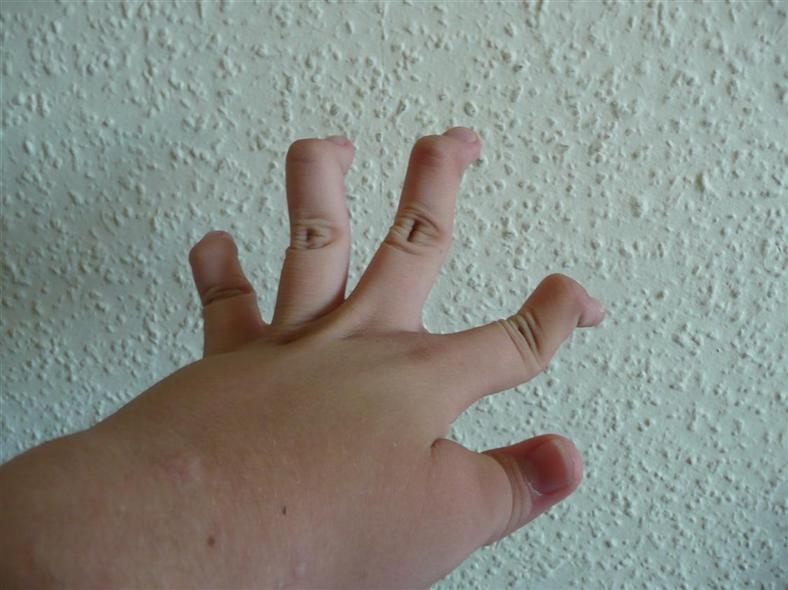
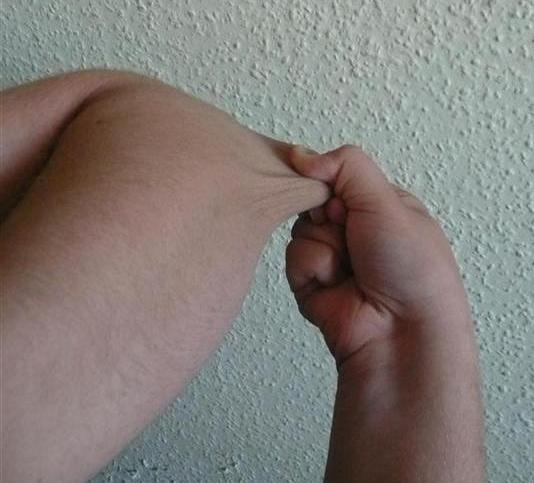